# Grand paon de nuit
Saturnia pyri
Espèce
Le Grand paon de nuit (Saturnia pyri) est une espèce de lépidoptères de la famille des Saturniidae. Son imago est connu pour être le plus grand papillon d'Europe.

## Noms vernaculaires
Saturnia pyri a les noms vernaculaires suivants :
- en français : le Grand Paon de nuit[1] ;
- en anglais : Great Peacock Moth[2] ;
- en allemand : Großes Nachtpfauenauge[2] ;
- en italien : saturnia del pero.

## Description
L'envergure remarquable du mâle (10 à 20 cm) en fait le plus grand papillon d'Europe. Il doit son nom à des cercles de couleur (« ocelles » rappelant l'ornementation des plumes de la queue des paons) sur ses quatre ailes.
Le mâle est muni d'antennes très développées qui lui permettent de localiser les femelles jusqu'à plusieurs kilomètres. Les antennes de la femelle sont plus atrophiées.

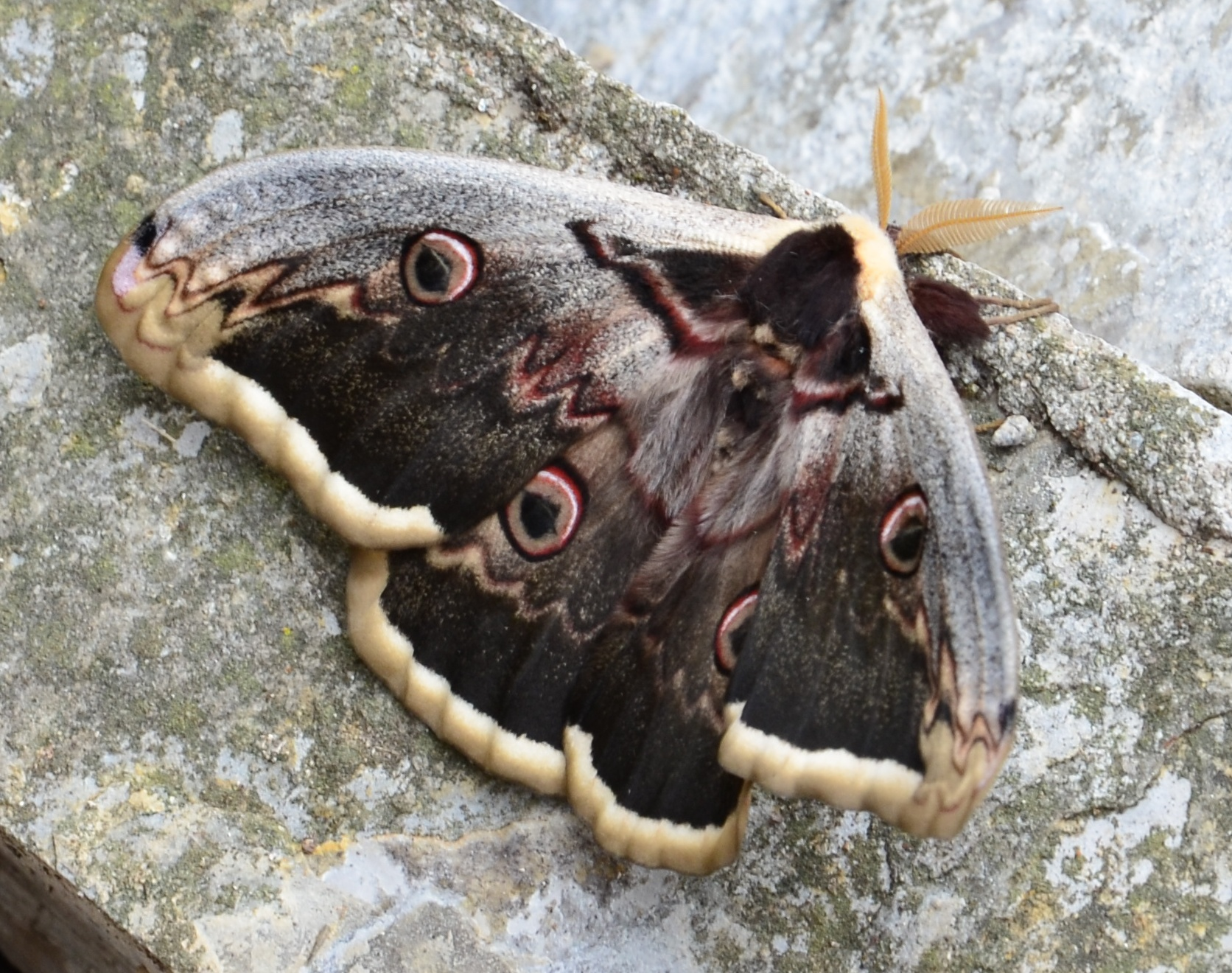
Imago mâle
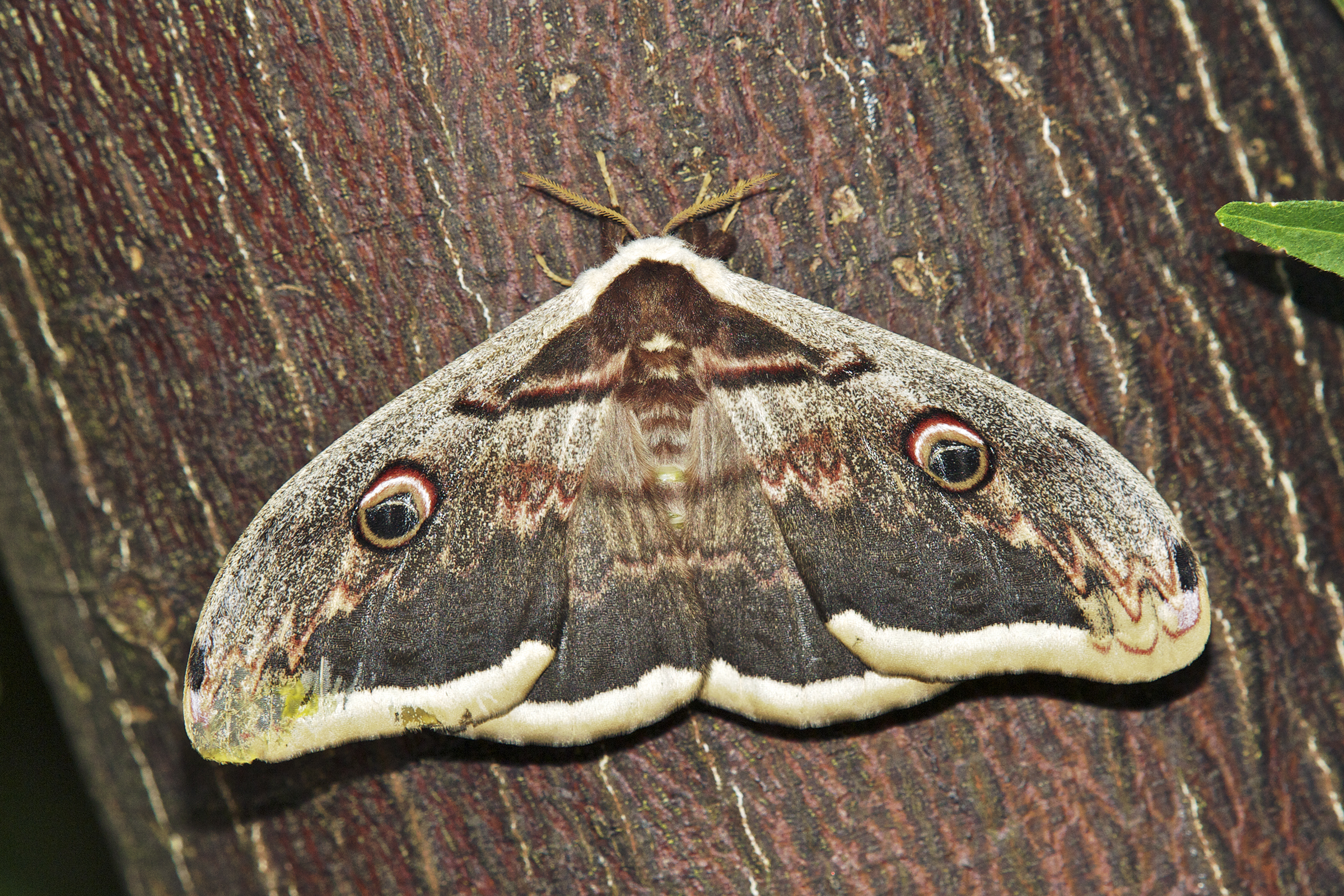
Imago femelle.
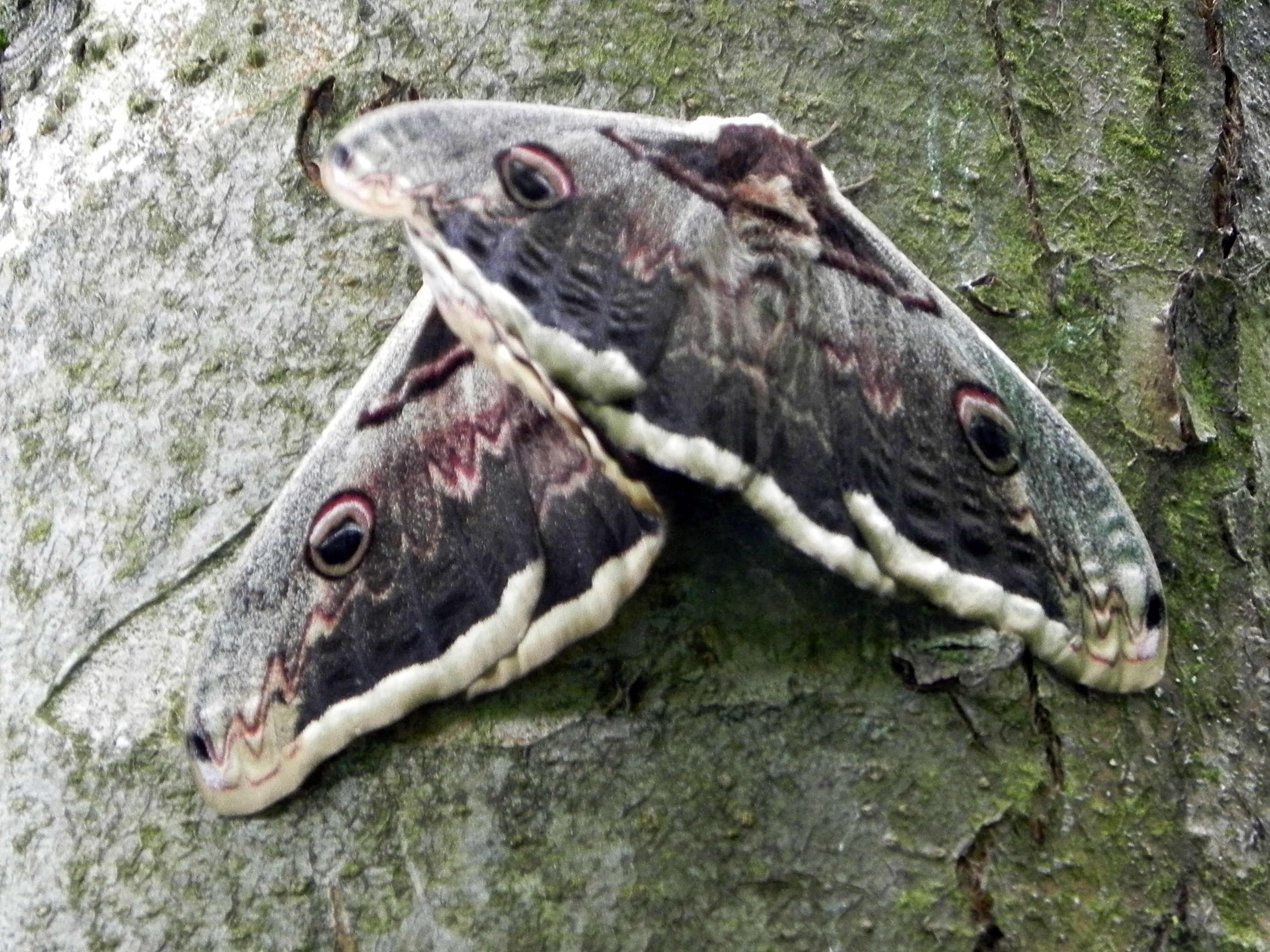
Accouplement.
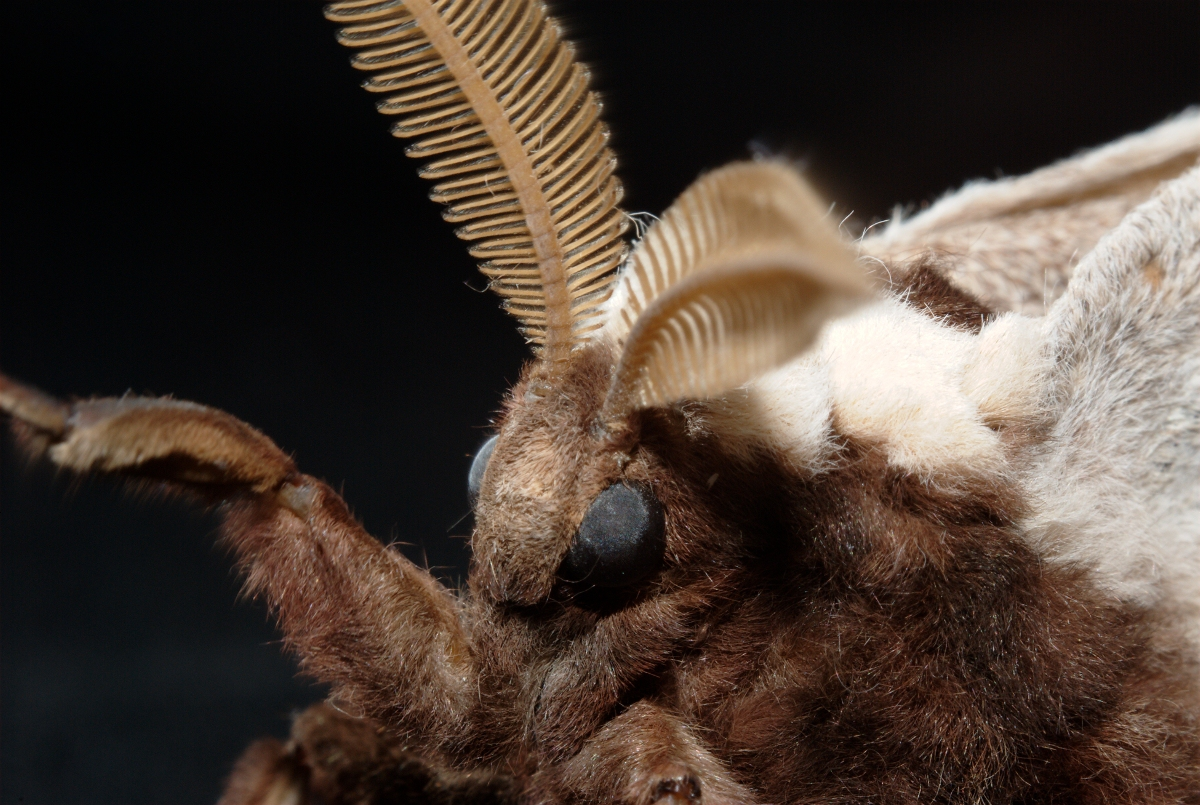
Tête et antennes d'un mâle.

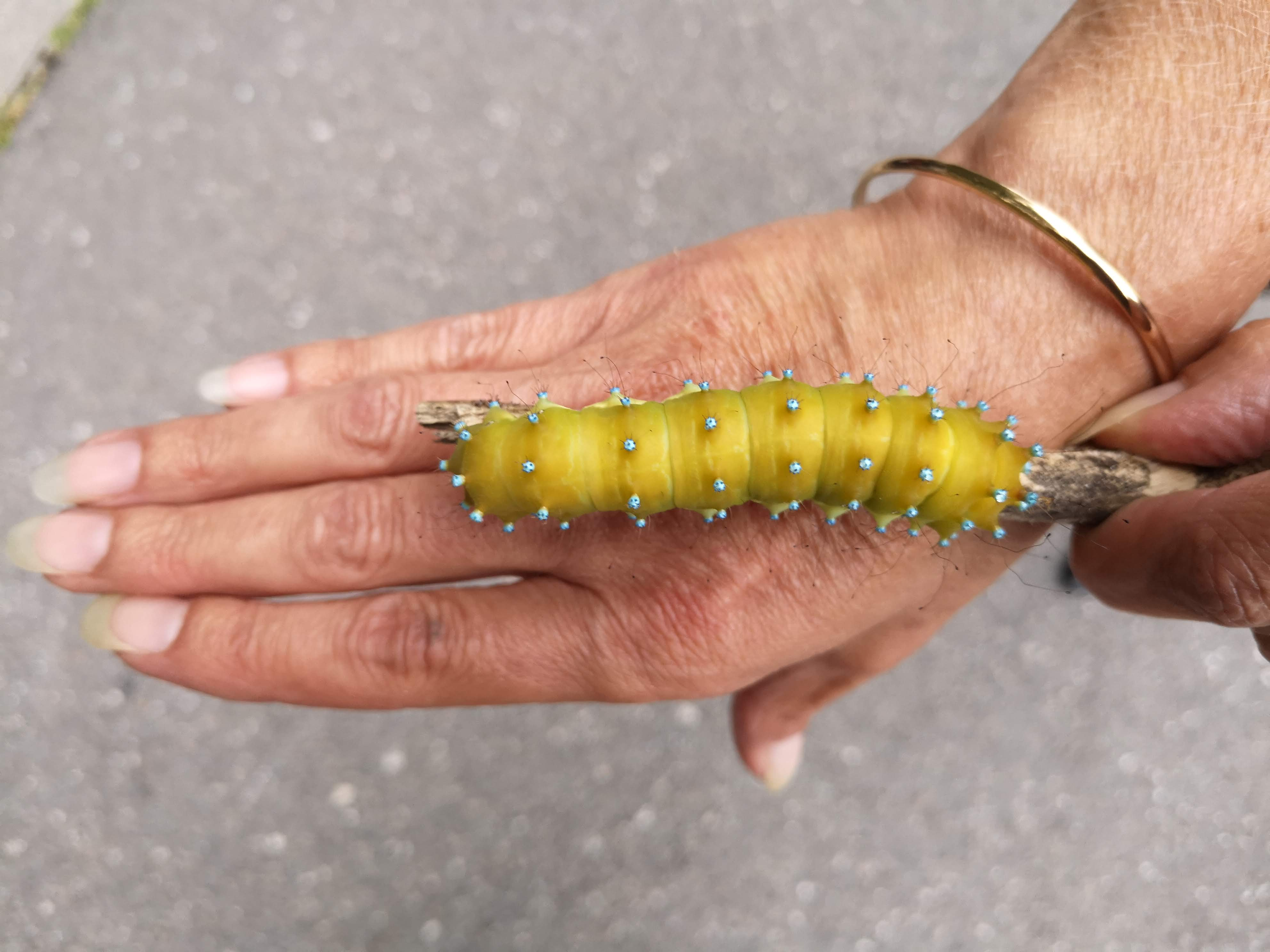
Chenille du Grand paon de nuit (Saturnia Pyri).

La chenille est également remarquable par sa très grande taille, ses couleurs et de longues soies noires émergeant de petites protubérances bleu turquoise.

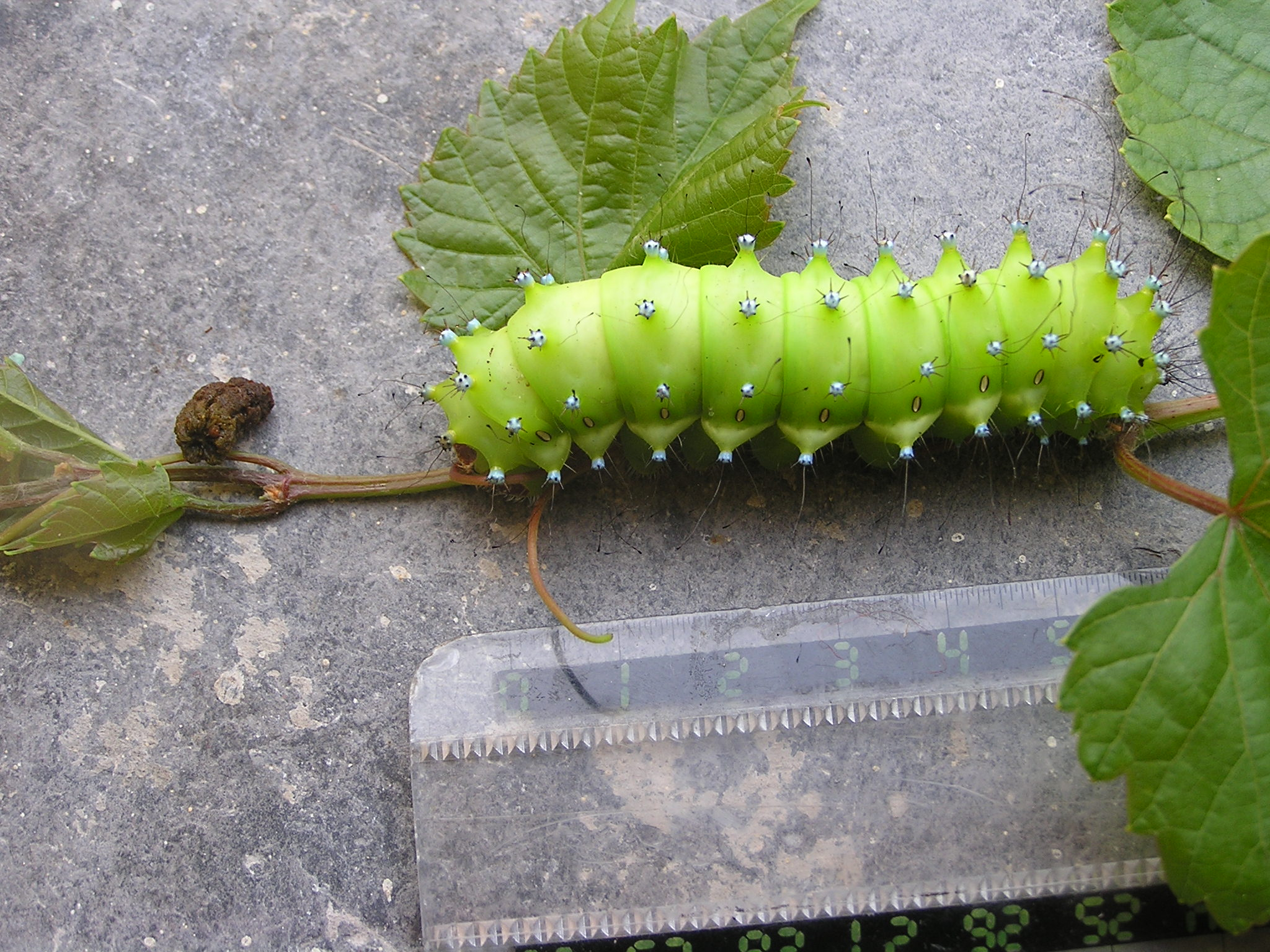
Chenille
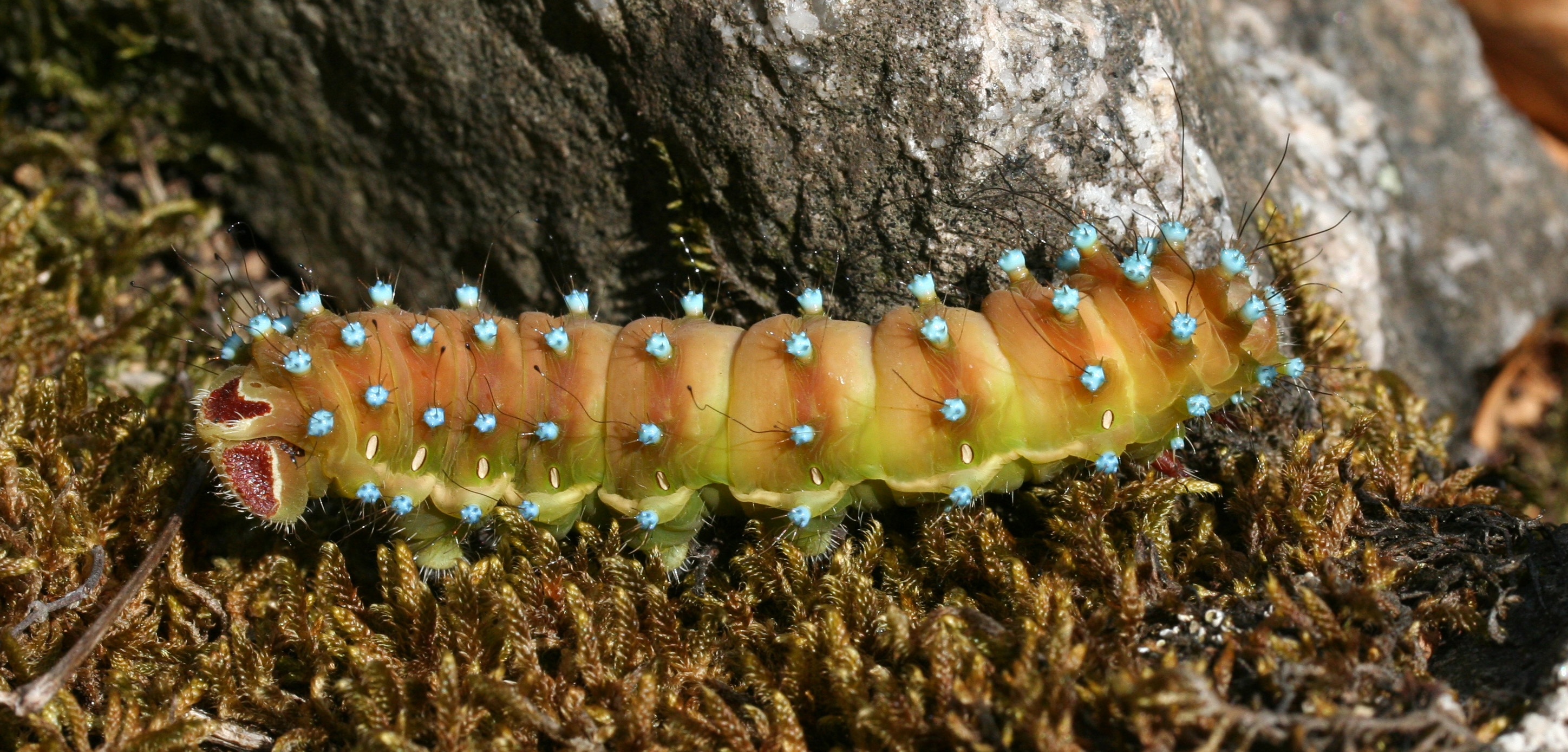
Chenille
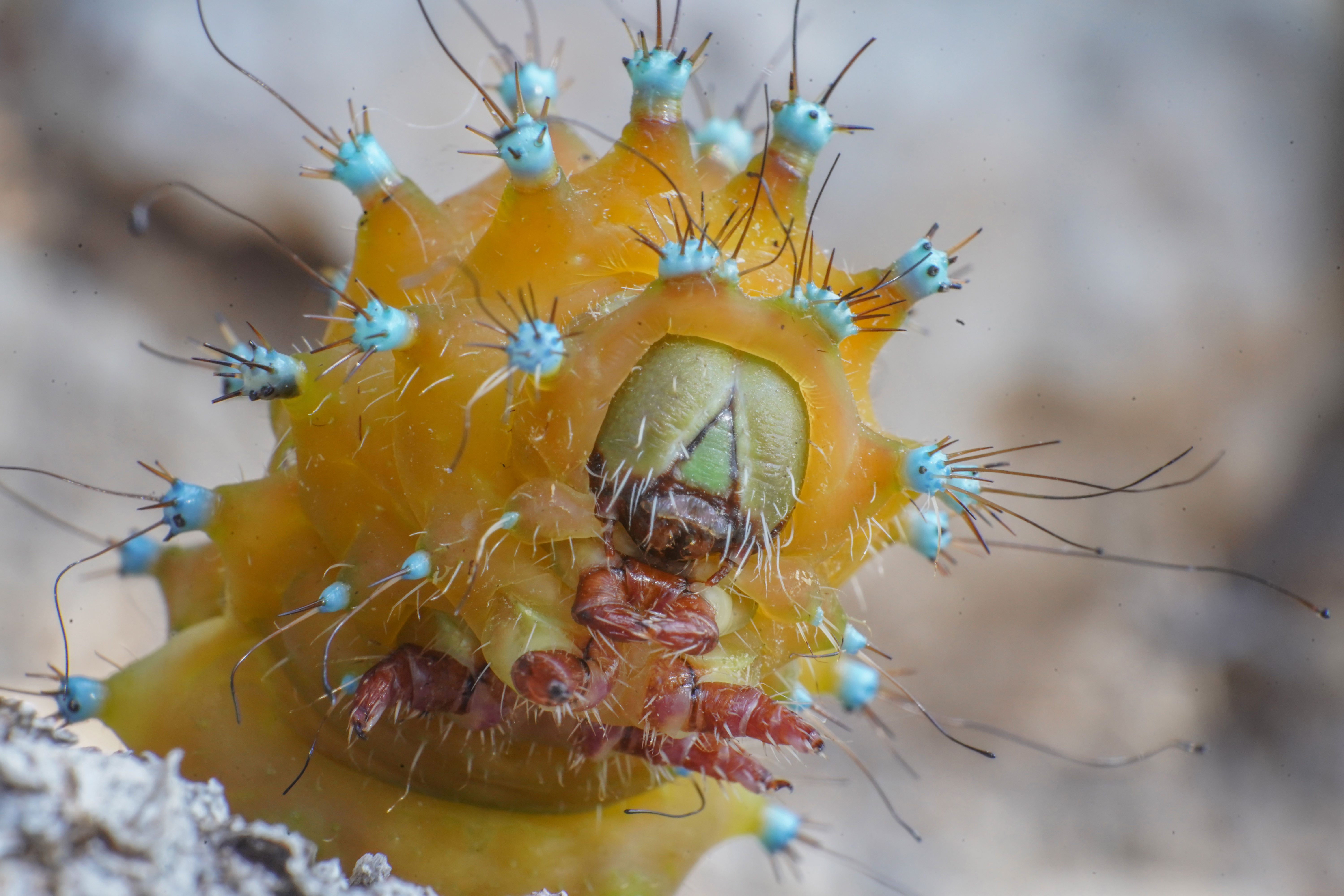
Chenille (détail de la tête)
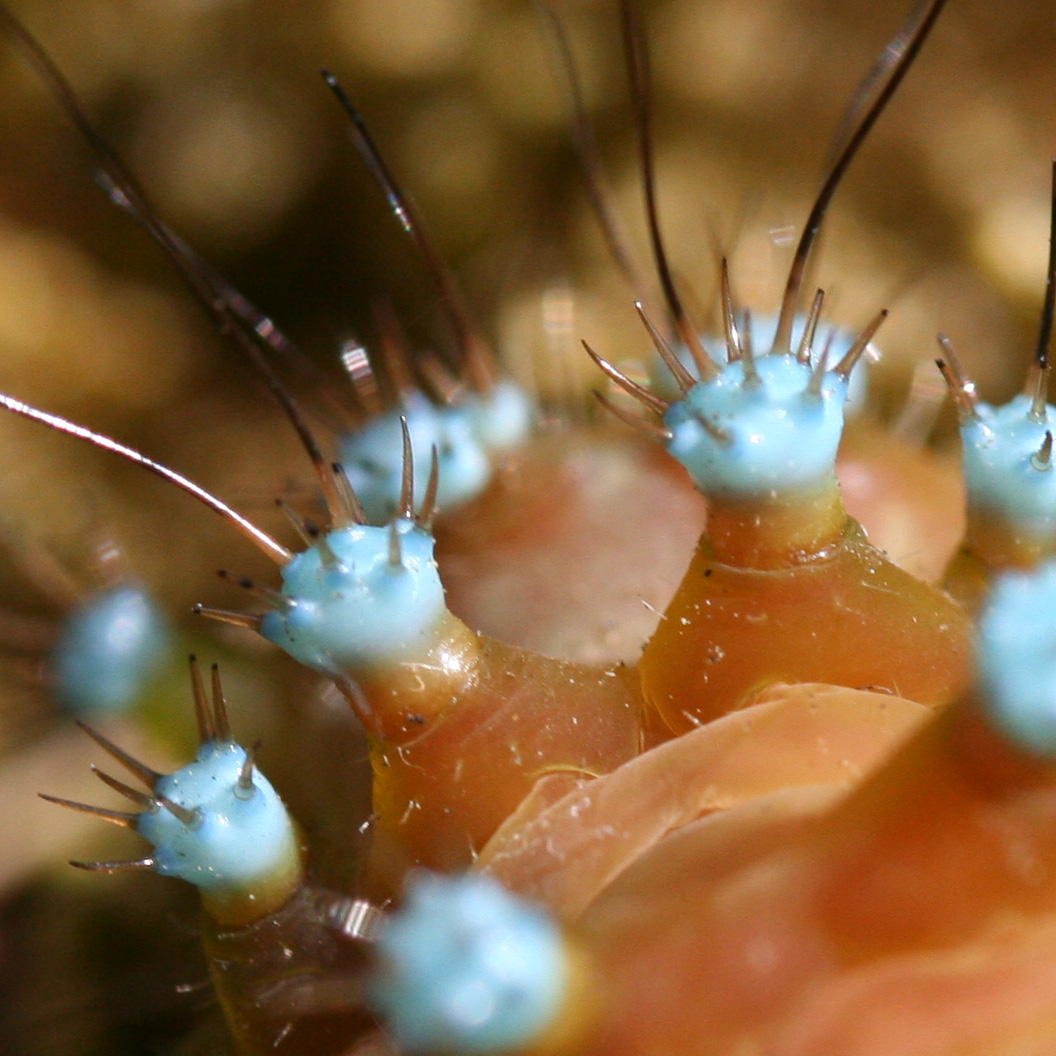
Chenille (détail des protubérances)

## Écologie et comportement
Le Grand paon de nuit est univoltin, ce qui signifie qu'il n'a qu'une génération annuelle. 
Les plantes nourricières de la chenille sont des arbres fruitiers et forestiers (l'amandier, l'aubépine, le prunelier, le prunier, le cerisier, l'abricotier, le frêne…)
La chrysalide est positionnée à l'intersection de branches d'arbre ou au bas des troncs à l'aide d'une soie ressemblant à du crin, très solide, légère et imperméable.
Le papillon adulte (ou imago) est visible de fin mars à juin. Il ne s'alimente pas (il ne possède pas de trompe), d'où une durée de vie réduite : il vit environ une semaine, laps de temps uniquement dévolu à la reproduction. 

## Distribution et biotopes

Répartition du Grand paon de nuit en Europe.

Le Grand paon de nuit est répandu dans l'Ouest et le Sud de l'Europe, et jusqu'au Moyen-Orient, en Arménie et en Afrique du Nord. Il semble en forte régression et une enquête sur sa répartition actuelle est en cours à l'initiative de Tela Insecta.
On le trouve dans les bois clairs, broussailles et vergers jusqu'à 2 000 m d'altitude, souvent à proximité des habitations.

## Systématique
L'espèce Saturnia pyri a été décrite par les entomologistes autrichiens Johann Nepomuk Cosmas Michael Denis et Ignaz Schiffermüller en 1775, sous le nom initial de Bombyx pyri.
La localité type est la région de Vienne, en Autriche.
Elle est l'espèce type du genre Saturnia, qui est lui-même le genre type de la famille des Saturniidae. Elle appartient donc à la sous-famille nominative (les Saturniinae) et à sa tribu nominative (les Saturniini). 

### Synonymes
- Bombyx pyri [Denis & Schiffermüller], 1775[6] — protonyme
- Phalaena pavonia major Linnaeus, 1758[7]
- Saturnia pyri ilvana Tauber, 1969[8]
- Saturnia pyri pinkerae Kobes, 1980[9]

## Protection
Le Grand paon de nuit est protégé par la loi en Île-de-France.